# A-003
أي-003 هي رابع تجربة لاختبار نظام إنقاذ كبسولة القيادة طبقا لبرنامج أبولو.
تجرى ناسا أنظمة مشابهة في نفس الوقت تحت اسم تجربة منصة الهروب-1 (1963) , تجربة منصة الهروب-2 (في عام 1965) .

## الغرض
كانت بعثة أبولو A-003 الرابعة لاختبار النظم الصاروخي لإنقاذ مركبة القيادة.
استخدم في هذا الاختبار صاروخا للإطلاق مماثلا للصاروخ المستعمل في التجربة أي-002 ماعدا الفرق الوحيد وهو استخدام 6 محركات صاروخية من نوع ألجول Algol. كما استخدمت مركبة قيادة (كبسولة فضاء) ووحدة خدمة نوع (BP-22)، كما استخدم نفس نظام الإنقاذ الصاروخي. وعدل نموذج مركبة القيادة بحيث يماثل آخر تصميم للمركبة، كما أحكم نظام العازل الحراري لها.

## الإقلاع
اجري إطلاق الصاروخ يوم 19 مايو 1965 في تمام الساعة 06:01 حسب التوقيت المحلى لكاب كانافيرال (13:01 بالتوقيت العالمي المنسق)، وبعد بضعة ثوان من الإطلاق حدث خلل أخرج الصاروخ عن توازنه مما تسبب في انطلاق نظام الإنقاذ قبل الوصول إلى الارتفاع المرغوب.
نجح نظام الإنقاذ واتخذت مركبة القيادة وضعها المطلوب في الجو وانفتحت مظلات الهبوط. ونظرا إلى انطلاق نظام الإنقاذ مبكرا قبل الوصول إلى الارتفاع المطلوب البالغ 36 كيلومتر فقد أثبتت التجربة نجاح النظام أيضا على ارتفاع منخفض بلغ 8و3 كيلومتر وفي حالة عصيبة حيث خرج الصاروخ عن مساره وتوازنه وبدأ الدوران حول نفسه. وكانت السرعة، وضغط الاحتكاك بالهواء، والارتفاع في وقت فاعلية نظام الإنقاذ مماثلة لظروف انطلاق صاروخ ساتورن 1ب وساتورن 5.

## اقرأ أيضا
- أبولو 8
- أبولو 10
- أبولو 11
- نيل أرمسترونج
- قائمة بعثات أبولو

## وصلات خارجية
- The Apollo Spacecraft: A Chronology
- Apollo Program Summary Report
- Little Joe II Qualification Test Flight Report - September 1963 (PDF)
- Little Joe II Progress Report - December 1964 (PDF)
- Little Joe II Mission A-003 - April 1965 (PDF)
- Project Apollo flight-test report, boilerplate 22 - August 1965 (PDF)